# Macradenia multiflora
Macradenia multiflora là một loài thực vật có hoa trong họ Lan. Loài này được (Kraenzl.) Cogn. mô tả khoa học đầu tiên năm 1904.

## Hình ảnh

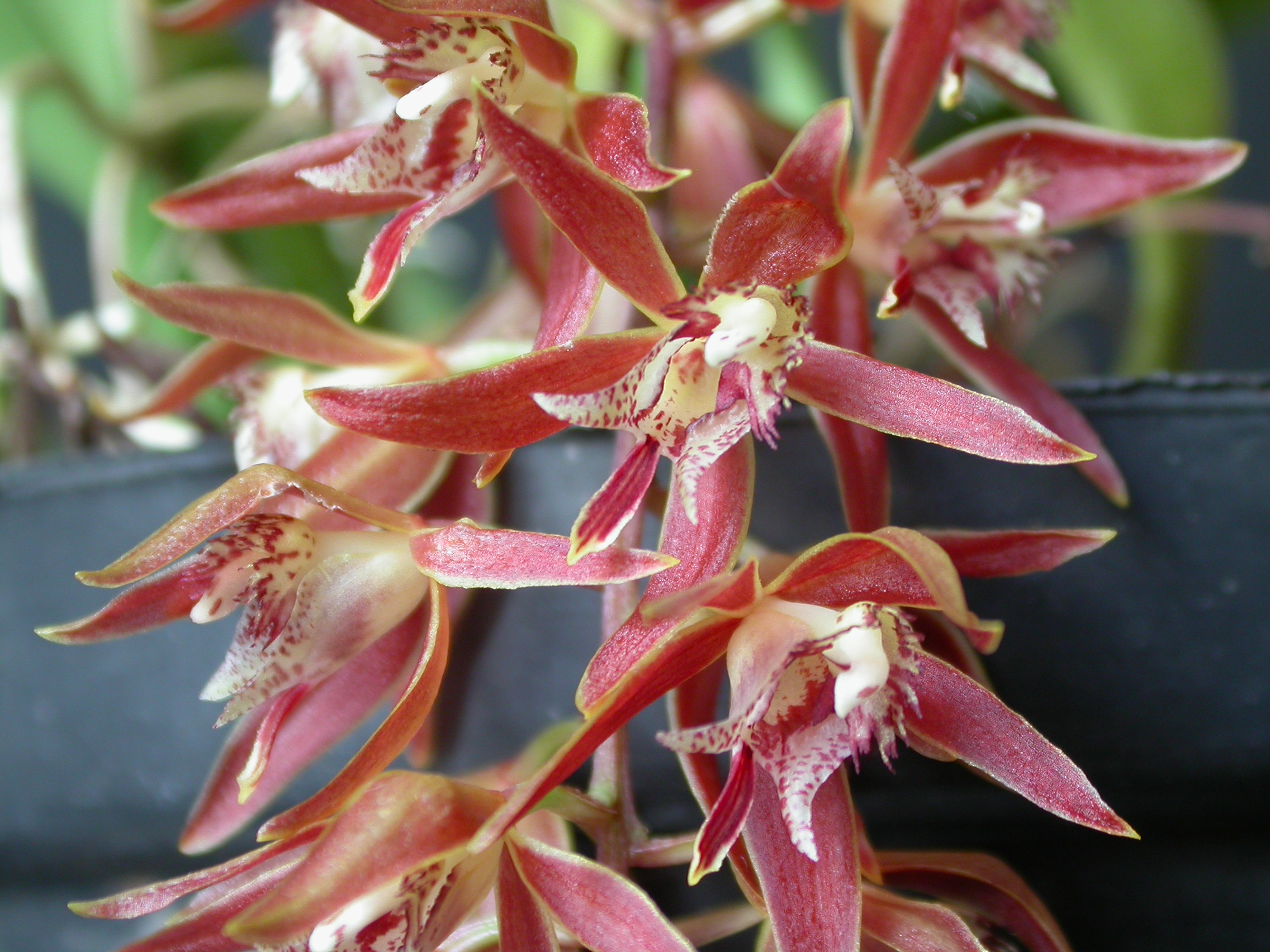